# شهرستان هارلن (نبراسکا)
شهرستان هارلن، نبراسکا (به انگلیسی: Harlan County, Nebraska) یک سکونتگاه مسکونی در ایالات متحده آمریکا است که در نبراسکا واقع شده‌است.

## خصوصیات
شهرستان هارلن ۱٬۴۸۶٫۶۶ کیلومترمربع مساحت دارد.